# Richard Canal

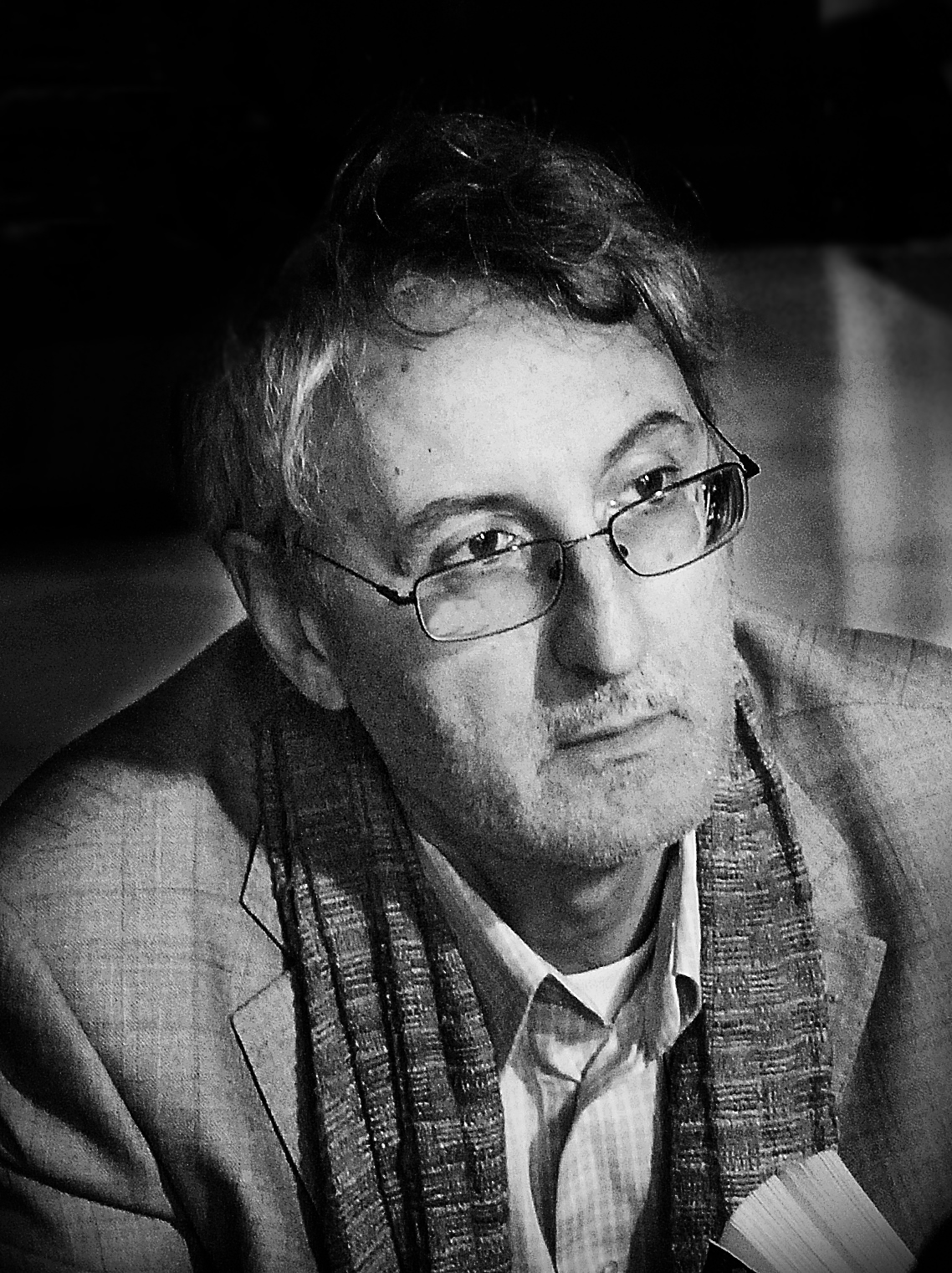
Richard Canal (2012)

Richard Canal (geboren am 16. August 1953 in Tarascon-sur-Ariège, Département Ariège) ist ein französischer Schriftsteller und Informatiker. Er ist bekannt als Autor von Science-Fiction, dessen Werke unter anderem mit dem Grand Prix de l’Imaginaire und dem Prix Rosny aîné ausgezeichnet wurden.

## Leben
Canal promovierte 1978 mit einer Arbeit über Komplexitätsfragen kombinatorischer Logik an der Universität Paul Sabatier in Toulouse. Seither ist er Dozent für Informatik mit den Spezialgebieten künstliche Intelligenz, Multiagentensysteme und genetische Algorithmen.
Lehraufträge in Asien und Afrika führten zu mehrjährigen Aufenthalten in Vietnam und Laos bzw. Senegal, Kamerun und Tunesien.
1982 veröffentlichte Canal eine erste SF-Erzählung Préméditation in der Zeitschrift Extraordinaire. 1986 erschien der Romanerstling La Malédiction de l’éphémère im Verlag La Découverte. 1986 gewann er mit der Erzählung C.H.O.I.X. den Preis des franko-kanadischen SF-Magazins Solaris. 1994 und 1995 wurden der zweite und dritte Band der Romantrilogie Africain mit dem Prix Rosny aîné ausgezeichnet. Die Trilogie erschien in der Science-Fiction-Reihe von J’ai lu mit Umschlagbildern von Caza.
1998 erschien Canals erster Kriminalroman La Route de Mandalay, der wie auch die folgenden der französischen Tradition des Roman noir zugerechnet wird. 1999 folgte Cyberdanse macabre im Rahmen einer Reihe von Wissenschaftskrimis verschiedener Autoren mit dem gemeinsamen Protagonisten Mark Sidzik. Zuletzt erschien 2018 Gandhara. Für 2019 ist L’équilibre du mal angekündigt.
Canals Romane wurden ins Rumänische und Bulgarische übersetzt. Deutsche Übersetzungen liegen nicht vor.

## Auszeichnungen
- 1986 Prix Solaris für die Erzählung C.H.O.I.X.
- 1989 Grand Prix de l’Imaginaire für die Erzählung Étoile
- 1994 Prix Rosny aîné für den Roman Ombres blanches
- 1995 Prix Rosny aîné für den Roman Aube noire

## Bibliografie
Animamea (Romanserie)
- 1 Les Ambulances du rêve (1987)
- 2 La Légende étoilée (1987)
- 3 Les Voix grises du monde gris (1987)

Africain (Romanserie)
- 1 Swap-Swap (1990)
- 2 Ombres blanches (1993)
- 3 Aube noire (1994)

Romane
- La Malédiction de l’éphémère (1986)
- Villes-vertige (1988)
- La Guerre en ce jardin (1991)
- Le Cimetière des papillons (1994)
- Les Paradis piégés (1997)
- La Route de Mandalay (Krimi; 1998)
- Cyberdanse macabre (Krimi; 1999)
- L’Ombre du Che (2000)
- Animamea (2003)
- La Légende des Frahmabores (Deloria #1; 2006)
- Gandhara (Krimi; 2018)
- L’équilibre du mal (Krimi; 2019, angekündigt)

Erzählungen
- Préméditation (1982)
- Auto-régulation (1983)
- Contribution à l’étude des répercussions névrotiques de l’univers concentrationnaire sur l’individu (1983)
- Deux silhouettes sur un mur de gaufrettes (1983)
- Le Cœur fracassé (1983)
- Radiation blues (1983)
- Te souviens-tu de Rosa ? (1983)
- Le Passé comme une corde autour de notre cou (1984)
- Les Risques du métier (1984)
- Un si joli puits (1984)
- Délivrance (1985)
- Ton linceul sera de sable (1985)
- C.H.O.I.X. (1986)
- Comme un gosse qui entend craquer le monde (1986)
- Le Dernier village (1986)
- Le Sentier de la désolation (1986)
- Étoile (1988)
- Le Lac des cygnes (1990)
- Mille soleils (1990)
- Sur les rives de la mémoire (1990)
- Petit Paul, Petit Jean et mon oncle (1991)
- VilleDieu (1991, mit Jean-Claude Dunyach)
- Crever les yeux de Dieu (1993)
- Les Heureux damnés (1996)
- Les Grenats et les anges (1997)
- http://www.starsong.cs (1997)
- Dernier embarquement pour Cythère (1998)
- Le Souffleur de rêves (1998, mit Noé Gaillard)
- Les Aelhömin (1999, mit Alexis Ulrich)
- Potemkine (1999)
- Moi, le maudit (2000)
- Souvenirs d’un spiritkiller (2000)
- Délire psycho : pour Roland (2001)
- Les Enfants du chaos (2003)
- Le Secret de madame Hargreaves (2004)
- Ukiyo-e (2004)
- Le Dieu mécanique (2005)
- Elric et l’enfant du futur (2006)
- Les Clones rêvent-ils de Dolly ? (2008)
- Anastasia (2009)

Sachliteratur
- Complexité de la réduction en logique combinatoire (Dissertation, 1978)